# イサ・アスプ
イサ・アスプ（Isa Asp、1853年2月4日 - 1872年11月12日）は「最初のフィンランドの女性詩人」。彼女は結核で19歳で亡くなり、約100の詩を残した。その中で最も有名なのは、「子守唄」である。死後、彼女の詩が出版され、彫像が作成され、いくつかの伝記が書かれた。